# Pråsen (film)
Pråsen (originaltitel: Fimpen) er en svensk familiefilm fra 1974 skrevet og instrueret af Bo Widerberg. Medvirkende tæller blandt andre Monica Zetterlund, Magnus Härenstam og Ernst-Hugo Järegård.
Filmen fik premiere i Sverige den 16. februar 1974 og udkom i Danmark fem år senere den 31. august 1979.

## Handling
Seksårige Johan, også kendt som Fimpen, elsker fodbold. En dag opdages hans talenter, og det varer ikke længe, før han bliver en del af truppen for både Hammarby IF og det svenske landshold. Han optræder i kvalifikationen til VM i 1974 og får status som et idol, men har samtidig svært ved at følge med i skolen.

## Medvirkende (i udvalg)
- Johan Bergman som Fimpen
- Monica Zetterlund som Marianne Rådström
- Carl Billqvist som skoleinspektør
- Stig Ossian Ericson som taxachauffør
- Ernst-Hugo Järegård som administrator
- Magnus Härenstam som Mackan
- Lennart Hyland som radiostemme
- Georg Ericson som fodboldtræner (sig selv)
- Ronnie Hellström som sig selv
- Ralf Edström som sig selv
- Roland Sandberg som sig selv
- Benno Magnusson som sig selv
- Claes Cronqvist som sig selv
- Ove Grahn som sig selv
- Jan Olsson som sig selv
- Tom Turesson som sig selv
- Björn Nordqvist som sig selv
- Roger Magnusson som sig selv
- Bo Larsson som sig selv
- Krister Kristensson som sig selv
- Ove Kindvall som sig selv
- Kent Karlsson som sig selv